# Костшешин
Костшешин (пол. Kostrzeszyn) — село в Польщі, у гміні Злота Піньчовського повіту Свентокшиського воєводства.
Населення — 261 особа (2011).
У 1975-1998 роках село належало до Келецького воєводства.

## Демографія
Демографічна структура на день 31 березня 2011 року:
|          | Загалом | Допрацездатний вік | Працездатний вік | Постпрацездатний вік |
| -------- | ------- | ------------------ | ---------------- | -------------------- |
| Чоловіки | 141     | 27                 | 94               | 20                   |
| Жінки    | 120     | 16                 | 52               | 52                   |
| Разом    | 261     | 43                 | 146              | 72                   |